# Pasewalk
Pasewalk (phát âm tiếng Đức: [ˈpaːzəvalk]) là một thị xã ở bang Mecklenburg-Vorpommern, Đức. Thị xã nằm bên sông Uecker, là thủ phủ của huyện Vorpommern-Greifswald (trước thuộc huyện Uecker-Randow) và của Amt Uecker-Randow-Tal.
Pasewalk trở thành một thị xã vào thế kỷ 12 và sớm trở thành thành viên của Liên minh Hanseatic. Năm 1657, thị xã bị người Ba Lan thiêu rụi và năm 1713 bị Nga phá hủy. Trong hòa ước Westphalia năm 1648, khu vực này bị chuyển sang cho Thụy Điển, nhưng năm 1676 bị chiếm bới Brandenburg. Năm 1720, trong hòa ước Stockholm, khu vực này được chuyển vào Brandenburg-Prussia.

## Thành phố kết nghĩa
- Đức: Norden
- Ba Lan: Police
- Bỉ: Halen

### Các đô thị gần Pasewalk
- Szczecin City (Ba Lan)
- Torgelow (Đức)
- Eggesin (Đức)
- Ueckermünde (Đức)
- Strasburg, Germany
- Penkun (Đức)
- Nowe Warpno (Ba Lan)
- Police, Ba Lan